# James J. Tedesco III

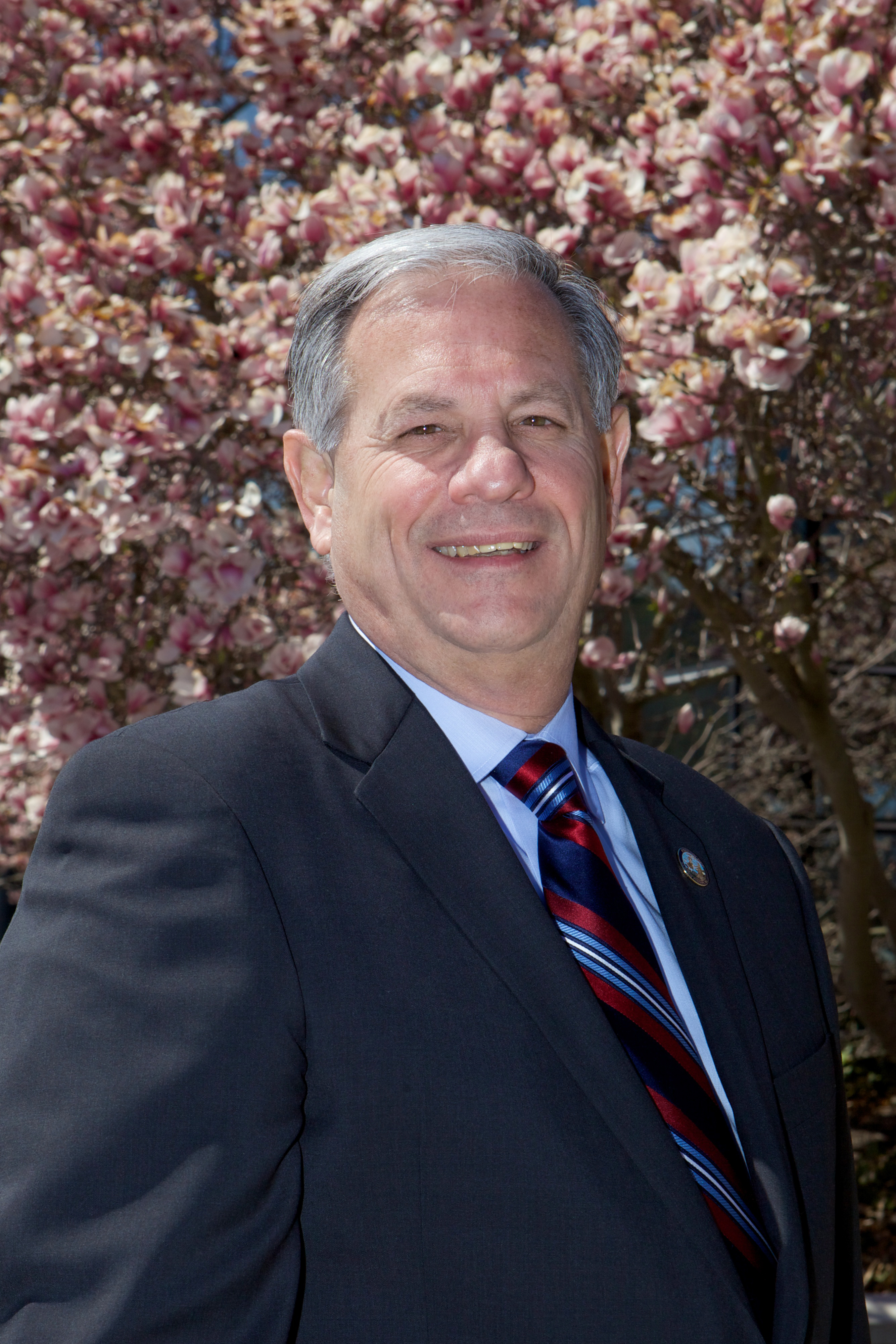
James Tedesco (2014)

James J. „Jim“ Tedesco III (* 5. Februar 1953 in Paramus, New Jersey) ist ein US-amerikanischer Politiker. Er ist Mitglied der Demokratischen Partei und war in zwei Amtszeiten von 2003 bis 2010 Bürgermeister seiner Heimatstadt Paramus. Seit dem 1. Januar 2015 ist Tedesco „County Executive“ des Bergen County im Bundesstaat New Jersey.

## Leben
James Tedesco wurde in Paramus im US-Bundesstaat New Jersey als Sohn von James Tedesco Jr. und Myrtle Tedesco geboren. 1971 schloss er die Paramus High School ab. Im Jahr 1976 trat Tedesco dem Paramus Fire Department bei, wo sein Vater bereits aktiv war. Dort wurde er zweimal zum Chief of Department gewählt, bevor er nach 37 Jahren altersbedingt aus dem Feuerwehrdienst ausschied.
1973 heiratete Tedesco seine frühere Klassenkameradin Renee Marano. Er hat zwei Töchter und einen Sohn sowie sechs Enkelkinder. Seine Frau starb am 28. April 2009 an Lungenkrebs.

## Politische Karriere
Seine politische Karriere begann Tedesco im Jahr 2000 als Mitglied des Paramus Borough Council, bevor er 2003 in das Bürgermeisteramt in seiner Heimatstadt Paramus gewählt wurde. Dieses Amt führte Tedesco in zwei Amtszeiten bis 2010 aus, danach trat er nicht mehr zur Wahl an und wurde von Richard LaBarbiera abgelöst. Am 5. November 2013 wurde James Tedesco in das Bergen County Board of Chosen Freeholders gewählt, dieses Amt trat er zum 1. Januar 2014 an.
Ebenfalls im Jahr 2014 wurde James Tedesco zum demokratischen Kandidaten für die Wahl des County Executive des Bergen County ausgewählt. Bei der Wahl am 5. November 2014 setzte sich Tedesco mit 54,2 Prozent der Stimmen gegen die republikanische Kandidatin Kathleen Donovan durch, die bis dahin das Amt des County executive innehatte. Zum 1. Januar 2015 trat Tedesco das Amt an, am 4. Januar 2015 wurde er vor dem Gebäude des Bergen Community College offiziell in sein Amt vereidigt. Als erste Amtshandlung unterzeichnete Tedesco einen Vertrag, in dem die Zusammenlegung des Bergen County Police Department mit dem Bergen County Sherrif‘s Department vereinbart wurde. Tedesco setzt sich zudem für Veteranen ein, nach seinem Amtsantritt war das Bergen County das einzige County in den Vereinigten Staaten, in dem keine obdachlosen Kriegsveteranen lebten.
Am 5. Februar 2018 gab James Tedesco seine erneute Kandidatur zur Wahl des County Executive im November des gleichen Jahres bekannt. Im Zuge dessen bezeichnete der Gouverneur von New Jersey, Philip D. Murphy, Tedesco als am meisten für das Amt geeignete Person. Bei der Wahl am 7. November 2018 wurde Tedesco gegen den republikanischen Kandidaten und Bürgermeister von Bergenfield, Norman Schmelz, wiedergewählt. Zum 1. Januar 2019 trat Tedesco somit seine zweite Amtszeit an.